# Grotte des Fées (Leucate)
Pour les articles homonymes, voir Grotte des Fées.
Cette grotte des Fées ou trou des Fées, est située à Leucate, dans le département français de l'Aude, en région Occitanie.

## Localisation
Cette grotte des Fées est située sur la commune de Leucate, dans le département français de l'Aude, en région Occitanie.

## Description
Située près du rivage de l'étang de Leucate, elle présente plusieurs orifices d'entrée qui conduisent à des boyaux noyés (120 mètres de long, 34 mètres de profondeur d'eau). 

## Historique

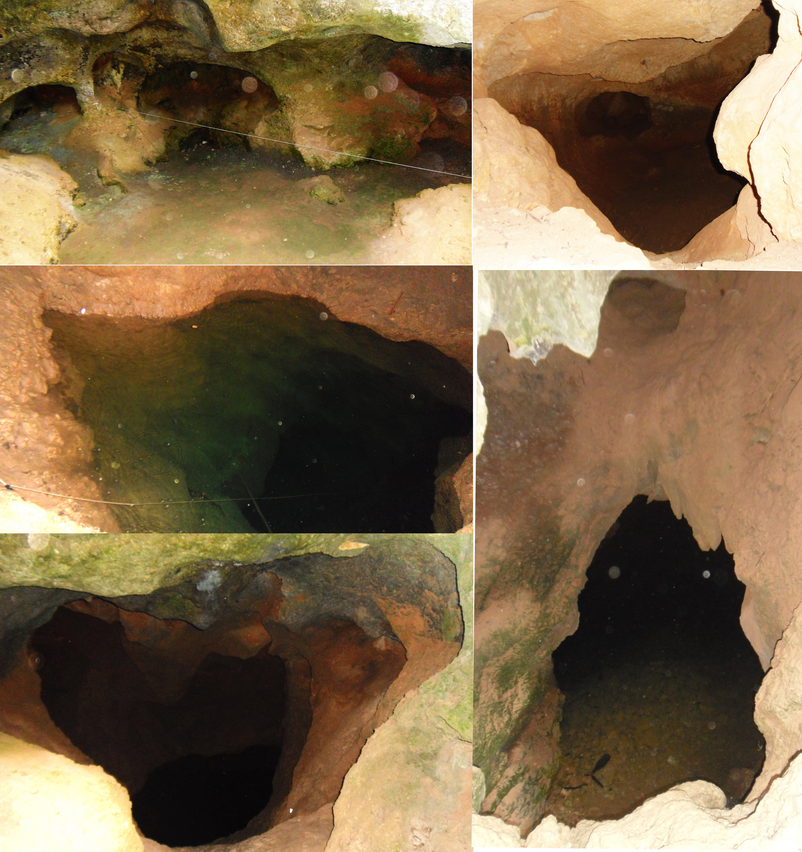
Leucate, grotte des Fées (intérieur du réseau)

Fouillée à partir de 1909 puis en 1914 et 1919 par Th. et Ph. Héléna, la cavité a livré un mobilier disposé dans l'entrée et à l'intérieur de la grotte : couteaux en silex, vase incisé, polissoir à haches, galets à encoches latérales, perles en os, poteries ornées (campaniformes?), pendeloque en griffe et des ossements éparpillés dont trois crânes décrits par R. Riquet. L'occupation de la grotte daterait de l'Énéolithique III, plus précisément du Chalcolithique (2000-1800 av. J.-C.) La grotte a aussi livré des objets d'époque gallo-romaine (offrandes, figurines en terre cuite correspondant à des ex-voto offerts aux divinités par des habitants de Leucate. Ces statuettes du début de notre ère, grossièrement modelées en terre grise, jaune ou rouge représentent des divinités difficilement identifiables (Mercure, Minerve, Vénus) et des personnages drapés . 
L'édifice est classé au titre des monuments historiques en 1924.